# Los fantasmas del sombrerero
Los fantasmas del sombrerero (francés: Les fantômes du Chapelier) es una novela del escritor belga Georges Simenon. Fue escrita del 2 al 13 de diciembre de 1948 en Tumacacori, Arizona  y publicada el año siguiente por la editorial parisina Presses de la Cité.   En 1982 se estrenó en los cines un largometraje homónimo de Claude Chabrol protagonizado por Michel Serrault y Charles Aznavour basado en el libro.
Un asesino en serie aterroriza la invernal La Rochelle con los asesinatos aparentemente sin relación de cinco mujeres. Cuando se produce otro asesinato, el crimen reúne a dos personajes muy diferentes: el pequeño y pobre sastre Kachoudas y el respetado y rico sombrerero Labbé.

## Argumento

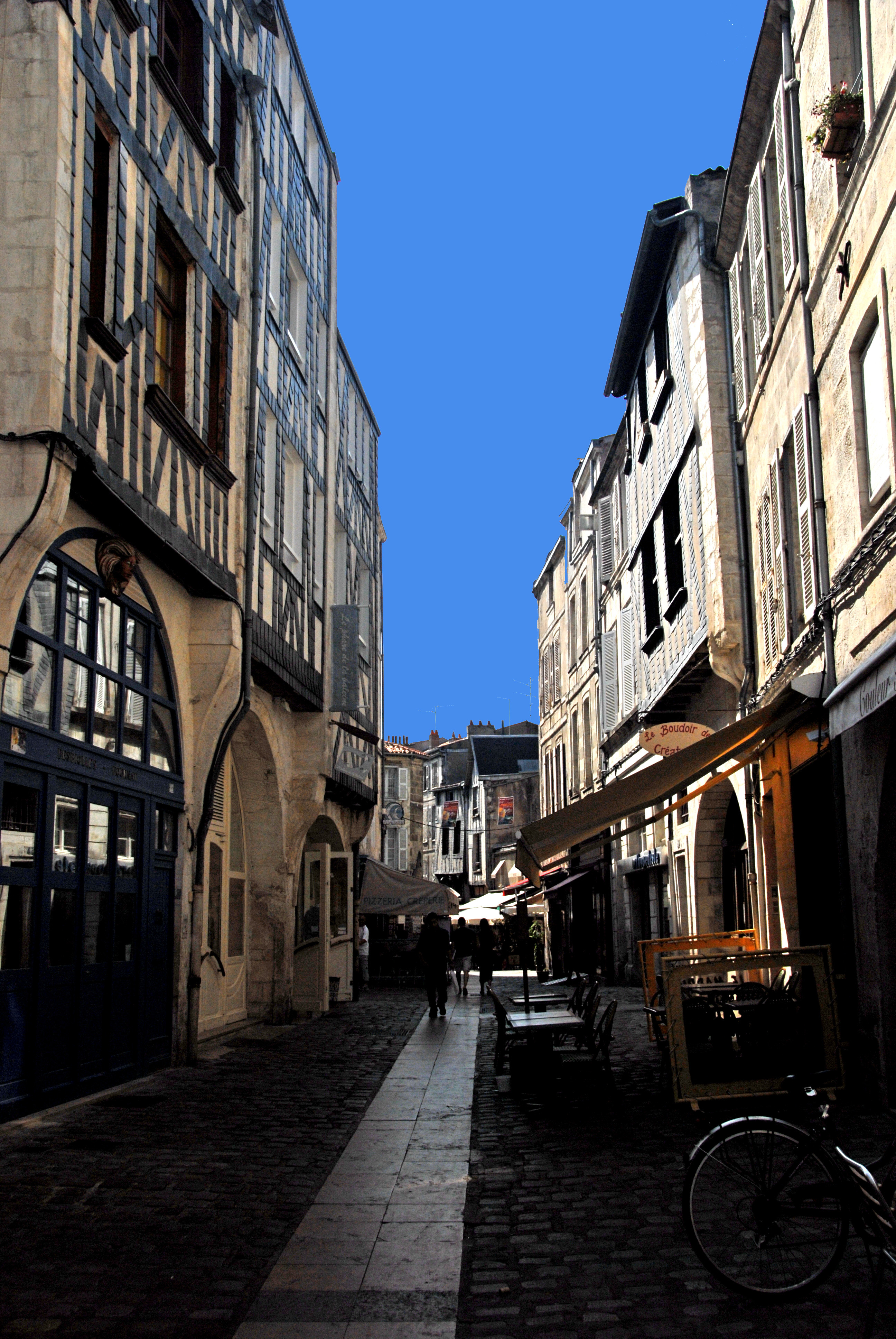
Calle estrecha con antiguas casas con entramado de madera en La Rochelle

En la calle comercial estrecha de La Rochelle, la rue du Minage, el sombrerero Léon Labbé y el sastre Kachoudas viven tan cerca que no pueden evitar participar en la vida de sus vecinos. En la sombrerería poco frecuentada de Labbé y en su apartamento, todo está apagado y oscuro. El oficial Valentin y la doncella Louise Chapus muestran consideración por la paralizada Madame Labbé, que no puede tolerar a nadie más que a su marido y de quien sólo se ve una silueta en la ventana. El bullicio de los Kachouda, una familia de inmigrantes con cuatro hijos, de cuya casa sale ruido y olor a especias exóticas, es completamente diferente. El pequeño sastre tiene que trabajar hasta altas horas de la noche para aumentar el magro salario de su esposa e hijos. La interacción entre el sombrerero y el sastre es educada pero distante. Sólo por las noches los hombres de diferentes orígenes caminan juntos hasta el Café de Colonnes, y Kachoudas siempre sigue al hombre que va delante a una distancia respetuosa de unos pocos pasos.
Es el tres de diciembre, cuando el sastre quiere limpiar un trozo de periódico del dobladillo de su amigo en el café. Las letras recortadas despiertan repentinamente a Kachoudas al darse cuenta de que su acompañante es el autor de las cartas anónimas que un asesino en serie envía al joven reportero Jeantet del periódico local L'Écho des Charantes. Los asesinatos de cinco ancianas llevan ya varias semanas sembrando el miedo en la ciudad, hasta el punto de que ya nadie se atreve a salir a la calle por la noche. Esa misma noche, Kachoudas recibe la confirmación de que Labbé es efectivamente el perpetrador de los asesinato, cuando éste mata a su sexta víctima delante de él. El sastre se debate entre el miedo puro y la esperanza de la recompensa prometida de 20.000 francos. Pero el sombrerero sabe muy bien que el marginado social no se atreverá a acudir a la policía sin pruebas sólidas y sólo siente una lástima burlona por su asustado cómplice. La principal preocupación del asesino es explicar al público en sus cartas los motivos de sus acciones, que él mismo considera inevitables.
Durante más de 15 años, Labbé sufrió a causa de su esposa, a la que debía cuidar debido a su progresiva enfermedad, y se sintió intimidado, explotado y humillado. Un día estalló su ira reprimida, estranguló a su esposa y la enterró en el sótano de la casa. Desde entonces, sólo ha fingido ante los demás que la mujer paralítica sigue pasando sus días sola en su habitación, donde su marido la cuida con devoción. En realidad, es sólo la cabeza de un sombrerero colgada sobre la ventana para simular su silueta. Pero en Nochebuena la desaparición de la mujer asesinada amenazaba con hacerse pública, porque ese día recibía visitas periódicas de seis viejas amigas del colegio. Entonces Labbé, fríamente calculador, se propuso matar a todas las conocidas de su esposa con una cuerda de violonchelo antes de Navidad. Después de eliminar el riesgo de ser descubierto por las seis amigas, el asesino en serie podría volver a su vida habitual, pero no puede quitarse de la cabeza la profecía del periodista Jeantet, según la cual los asesinatos sólo cesarán cuando se atrape al autor. También lo agobia la enfermedad de su único cómplice, el sastre Kachoudas, cuyo estado empeora día a día bajo su vigilancia. No se atreve a mirar a su vecino a los ojos para no aumentar su pánico.
De hecho, la serie de asesinatos continúa cuando el sombrerero se obsesiona tanto con su odio hacia la criada Louise que también la mata. Si bien puede ocultar esto de forma rutinaria ante el inspector Pigeac, la muerte inesperada del sastre enfermo lo desvía del camino. Por primera vez, Labbé se siente responsable no del asesinato de las ocho mujeres, sino de la muerte de su asustado cómplice. y se da cuenta de que no puede regresar a su casa, donde no sólo lo esperan los cuerpos de su esposa y la criada, sino que también se escuchan los lamentos de la viuda de Kachoudas al otro lado de la calle. En cambio, visita a la prostituta Berthe y la estrangula. Cuando el inspector descubre al sombrerero dormido por la mañana, éste se siente aliviado de poder finalmente confesar sus crímenes.

## Antecedentes

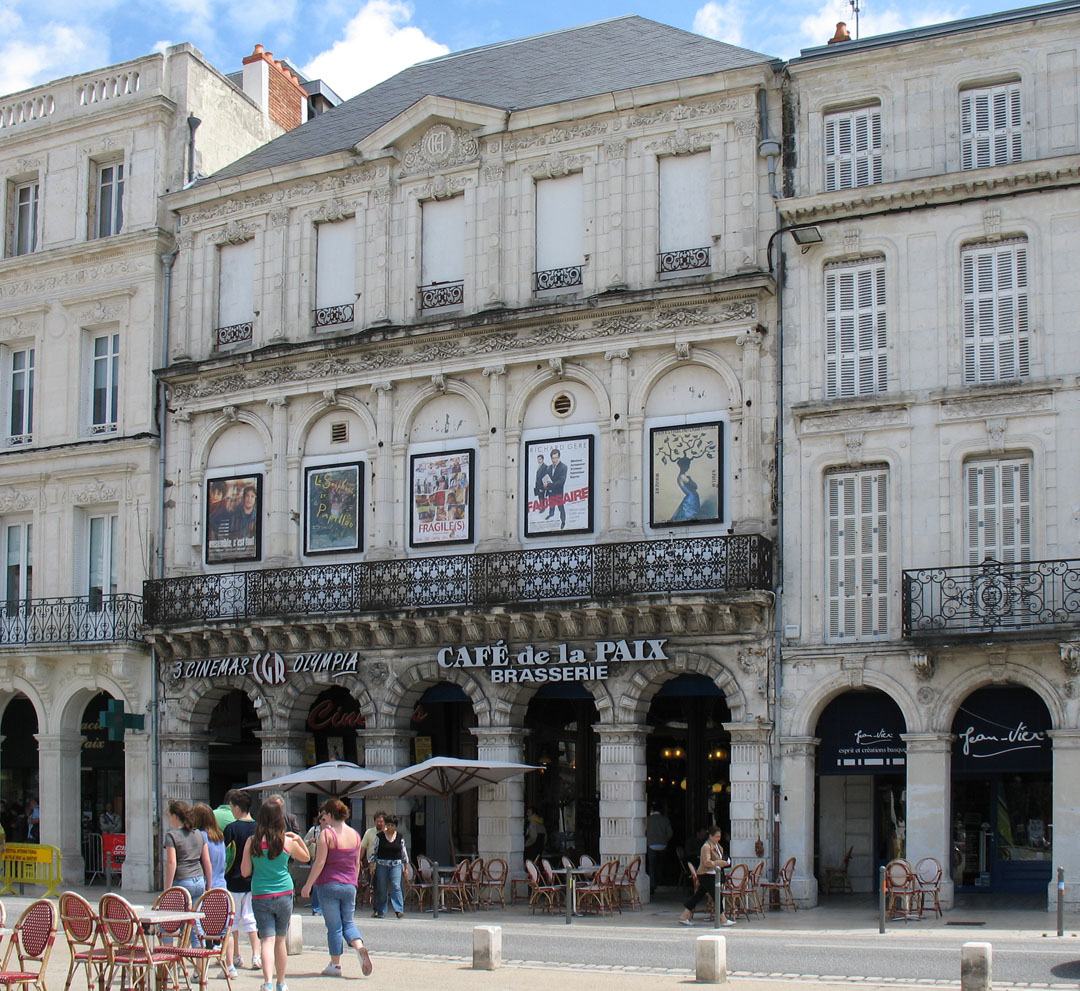
Café de la Paix en La Rochelle

Inmediatamente antes y durante la Segunda Guerra Mundial, Georges Simenon vivió en la costa atlántica francesa, incluidos varios años en La Rochelle, donde se sintió particularmente cómodo. Un total de nueve novelas de su obra están ambientadas total o parcialmente en la ciudad, cifra que sólo es superada por Parí. El lugar favorito de Simenon en La Rochelle, el Café de la Paix en la Grand-Place, aparece en la novela Los fantasmas del sombrerero como Café de Colonnes y sirve como lugar de encuentro nocturno para celebridades locales.  Su habitual juego de cartas en el café se convierte en un leitmotiv de la novela. 
Simenon había preparado la novela Los fantasmas del sombrerero con dos cuentos basados en el mismo material: El sastrecito y el sombrerero (francés: Le petit tailleur et le Chapelier) y Bienaventurados los mansos (francés: Bénis soient les humildes).  Mientras que el primer cuento está escrito íntegramente desde la perspectiva del sastre, que se entera de que su vecino es un asesino en masa buscado, la novela se centra en el sombrerero con su rutina diaria y su estado psicológico. 
La figura del pequeño sastre judío es un motivo recurrente en la obra de Simenon, como ya en Monsieur Hire de 1933. A menudo es un símbolo de exclusión social, alienación y soledad. En Los fantasmas del sombrerero, el sastre Kachoudas también está socialmente aislado y es cortado por los ciudadanos establecidos de la ciudad. Un personaje similar es el judío Jonas Milk en El librero de Arkhangelsk.  Simenon quedó tan conmovido por la interpretación cinematográfica del sastre armenio que hizo Charles Aznavour, que hubiera querido que protagonizara también una adaptación cinematográfica del librero. 

## Interpretación
Según Hans-Christoph Blumenberg, Simenon renuncia en Los fantasmas del sombrerero a los habituales recursos de suspense del género thriller. El asesino está claro desde el principio. Cuando Kachoudas descubre su secreto, no recurre a la policía, sino que “a regañadientes cae bajo el hechizo del mal”. Tanto el sombrerero como el sastre no son monstruos, sino más bien personas que son arrancadas de la cotidianeidad de su existencia por acontecimientos extraordinarios y "caen cada vez más profundamente en un remolino  de miedo, autodesprecio y atracción mutua secreta". Para Peter Kaiser, la novela describe “el psicograma de un asesino en serie con toda su lógica subjetiva”, en el que el primer acto impulsivo se convierte en un impulso incontrolable en sí mismo. 
Julian Symons considera poco creíble la trama subyacente de la novela, que oculta la muerte de la esposa de Labbé y los seis asesinatos posteriores de sus compañeras de escuela. El truco de Simenon consiste en presentar la figura del sombrerero desde el punto de vista del sastre y luego centrarse casi por completo en la relación entre los dos hombres. El vínculo cada vez mayor que Labbé siente por su vecino provoca una profunda perturbación cuando el sastre enferma y, en última instancia, el fin de Labbé tras la muerte de Kachoudas. A pesar de los increíbles asesinatos en serie, la simpatía del sombrerero por el destino del sastre se describe de una manera creíble, compasiva y conmovedora. 

## Recepción
Según Oliver Hahn de maigret.de, Los fantasmas del sombrerero es un "clásico entre los que no son Maigret",  y la cuenta entre las cinco mejores novelas de Simenon sin su detective Maigret.  También para Hans-Christoph Blumenberg es “sin duda una de sus mejores novelas”.  El diario italiano La Stampa considera que la novela está “impulsada por una tensión narrativa estructurada geométricamente y un arte sofisticado”. 
Para Peter Kaiser, la novela crea “una ansiedad que uno parece sentir físicamente y que se manifiesta en doscientas páginas de horror fascinante”.  Andreas Eschbach recuerda su primer encuentro con una novela de Simenon, cuando eligió Los fantasmas del sombrerero debido a su extraño título. Las primeras líneas que describen un diciembre frío y húmedo le parecieron tan realistas que cerró el libro en  de shock porque "tuvo la sensación por un momento de que las páginas se sentían mojadas".
Ya en 1976, Julian Symons reconoció en Los fantasmas del sombrerero, sobre todo por el estilo sobrio y poco literario de Simenon, más un guion cinematográfico que podría servir de base para una película fabulosa que una novela fabulosa.  El director francés Claude Chabrol mostró desde temprano interés en llevar la novela de Simenon al cine. En 1982 se estrenó en los cines su adaptación cinematográfica Los fantasmas del sombrerero con Michel Serrault como el sombrerero Labbé y Charles Aznavour como el sastre Kachoudas. Según Hans-Christoph Blumenberg, el director utilizó el modelo original de Simenon casi como un guion, ya que era casi imposible reescribir una novela del belga.  Chabrol destacó lo poco que sucede realmente en la novela. 